# Salem (Oklahoma)
Salem is een plaats (census-designated place) in de Amerikaanse staat Oklahoma, en valt bestuurlijk gezien onder Adair County.

## Demografie
Bij de volkstelling in 2000 werd het aantal inwoners vastgesteld op 89.

## Geografie
Volgens het United States Census Bureau beslaat de plaats een oppervlakte van
8,6 km², geheel bestaande uit land.

## Plaatsen in de nabije omgeving
De onderstaande figuur toont nabijgelegen plaatsen in een straal van 12 km rond Salem.